# Микица Бојанић (албум, 2001)
Микица Бојанић је деби студијски албум српског певача Микице Бојанића издат 2001. године за Grand Production. Пратеће вокале певали су Божа Николић, Данка Стојиљковић, Милош Бојанић и Јован Михаљица. Једну песму на албуму написала је Марина Туцаковић, а продуцент је био Саша Поповић. На овом албуму се налази песма Рањен орао, највећи хит овог певача.

## Списак песама
| №  | Назив                       | Трајање |  |
| 1. | Рањен орао                  | 3:37    |  |
| 2. | Данијела                    | 3:20    |  |
| 3. | Неверна жена                | 3:08    |  |
| 4. | Не не не не не              | 3:23    |  |
| 5. | Телефон                     | 3:05    |  |
| 6. | Е мој брате цигани ме прате | 3:08    |  |
| 7. | Луткица                     | 3:43    |  |
| 8. | Купићу ти мала              | 3:11    |  |